# ألكسندر هارفي الثاني
ألكسندر هارفي الثاني (بالإنجليزية: Alexander Harvey II) هو محامي وقاضي أمريكي، ولد في 3 مايو 1923 في بالتيمور في الولايات المتحدة، وتوفي في 4 ديسمبر 2017 بسبب سرطان البروستاتا.

## عمله قاضيًا فيدراليًا
قام الرئيس ليندون جونسون بتاريخ 9 سبتمبر عام 1966 بترشيح هارفي لمقعد في محكمة مقاطعة الولايات المتحدة الخاص بماريلاند الذي كان يشغله القاضي هاريسون لي وينتر. صدّق مجلس الشيوخ الأمريكي على ترشيح هارفي في 22 سبتمبر عام 1966، ليتسّلم مهامه في ذات اليوم. شغل هارفي منصب رئيس القضاة خلال الفترة من عام 1986 حتى عام 1991، وتقاعد جزئيًا في 8 مارس عام 1991، وتوقف عن العمل كليًا في 30 يناير عام 2004. توفي هارفي يوم 4 ديسمبر عام 2017 في بالتيمور عن عمر يناهز 94 عامًا.